# Johan Franzén
Johan Franzén (Vetlanda, 23 dicembre 1979) è un ex hockeista su ghiaccio svedese.

## Palmarès

### Mondiali
- 1 medaglia:
  - 1 oro (Lettonia 2006)